# Mistrzostwa Świata w Piłce Ręcznej Kobiet 2011 (składy)
Artykuł grupuje składy wszystkich reprezentacji narodowych w piłce ręcznej, które wystąpiły w Mistrzostwach Świata 2011 odbywającym się w Brazylii.
- Przynależność klubowa i wiek na 3 grudnia 2011.
- Zawodniczki oznaczone literą K to kapitanowie reprezentacji.
- Legenda: 
 Nr - numer zawodniczki
 B - bramkarka 
 S - skrzydłowa 
 R - rozgrywająca 
 O - obrotowa

## Brazylia
Trener:  Morten Soubak
| Nr | Imię i nazwisko         | Data urodzenia (wiek) | Wzrost (cm) | Klub                            | Pozycja |
| -- | ----------------------- | --------------------- | ----------- | ------------------------------- | ------- |
| 1  | Chana Masson            | 18.12.1978 (32)       | 183         | Randers HK                      | B       |
| 2  | Fabiana Diniz           | 13.05.1981 (30)       | 183         | Bera Bera                       | O       |
| 3  | Alexandra Do Nascimento | 16.09.1981 (30)       | 176         | Hypo Niederösterreich           | S       |
| 4  | Samira Rocha            | 26.01.1989 (22)       | 170         | Hypo Niederösterreich           | S       |
| 5  | Daniela Piedade         | 02.03.1979 (32)       | 173         | Hypo Niederösterreich           | O       |
| 7  | Alessandra Medeiros     | 07.10.1981 (30)       | 185         | Santo André                     | O       |
| 8  | Fernanda da Silva       | 25.09.1989 (22)       | 176         | Hypo Niederösterreich           | S       |
| 9  | Ana Paula Rodrigues     | 18.10.1987 (24)       | 172         | Hypo Niederösterreich           | R       |
| 10 | Jéssica Quintino        | 16.03.1991 (20)       | 176         | AD.Blu                          | S       |
| 12 | Bárbara Arenhart        | 04.10.1986 (25)       | 180         | Hypo Niederösterreich           | B       |
| 15 | Silvia Pinheiro         | 11.01.1981 (30)       | 178         | Hypo Niederösterreich           | R       |
| 17 | Moniky Bancilon         | 07.05.1990 (21)       | 184         | Desportiva e Cultural Metodista | R       |
| 18 | Eduarda Amorim          | 23.09.1986 (25)       | 186         | Győri ETO KC                    | R       |
| 20 | Francine Moraes         | 01.01.1981 (30)       | 171         | Hypo Niederösterreich           | R       |
| 22 | Mayara Moura            | 05.12.1986 (24)       | 170         | Mios                            | R       |
| 81 | Deonise Cavaleiro       | 20.06.1983 (28)       | 180         | Itxako Reyno de Navarra         | R       |

## Czarnogóra
Trener: Dragan Adzić
| Nr | Imię i nazwisko     | Data urodzenia (wiek) | Wzrost (cm) | Klub                            | Pozycja |
| -- | ------------------- | --------------------- | ----------- | ------------------------------- | ------- |
| 1  | Marina Vukčević     | 24.08.1993 (18)       | 178         | Budućnost Podgorica             | B       |
| 2  | Radmila Miljanić    | 19.04.1988 (23)       | 74          | Budućnost Podgorica             | S       |
| 4  | Jovanka Radičević   | 23.10.1986 (25)       | 169         | Győri ETO KC                    | S       |
| 5  | Ana Đokić           | 09.02.1979 (32)       | 169         | Budućnost Podgorica             | O       |
| 8  | Marija Jovanović    | 26.12.1985 (25)       | 182         | C.S. Oltchim Râmnicu Vâlcea     | R       |
| 9  | Ana Radović         | 21.08.1986 (25)       | 176         | Budućnost Podgorica             | R       |
| 10 | Anđela Bulatović    | 15.01.1987 (24)       | 175         | Budućnost Podgorica             | R       |
| 12 | Sonja Barjaktarović | 11.09.1986 (25)       | 180         | Budućnost Podgorica             | B       |
| 14 | Maja Savić          | 29.04.1976 (35)       | 176         | Budućnost Podgorica             | S       |
| 16 | Mirjana Milenković  | 14.03.1985 (26)       | 183         | Itxako Reyno de Navarra         | B       |
| 17 | Bojana Popović      | 20.11.1979 (32)       | 185         | Budućnost Podgorica             | R       |
| 19 | Sara Vukčević       | 25.03.1992 (19)       | 183         | Budućnost Podgorica             | R       |
| 20 | Jasna Tosković      | 16.03.1989 (22)       | 189         | Budapest Bank-Bekescsabai ENKSE | R       |
| 26 | Suzana Lazović      | 28.01.1992 (18)       | 176         | Budućnost Podgorica             | O       |
| 32 | Katarina Bulatović  | 15.11.1984 (27)       | 186         | Budućnost Podgorica             | R       |
| 77 | Majda Mehmedović    | 25.05.1990 (21)       | 169         | Budućnost Podgorica             | S       |
| 90 | Milena Knežević     | 20.06.1983 (28)       | 178         | Budućnost Podgorica             | R       |

## Dania
Trener: Jan Pytlick
| Nr | Imię i nazwisko               | Data urodzenia (wiek) | Wzrost (cm) | Klub                          | Pozycja |
| -- | ----------------------------- | --------------------- | ----------- | ----------------------------- | ------- |
| 1  | Sandra Toft                   | 18.10.1989 (22)       | 176         | Team Tvis Holstebro           | B       |
| 3  | Maibritt Kviesgård            | 15.05.1986 (25)       | 172         | FC Midtjylland                | S       |
| 4  | Susan Thorsgaard              | 13.10.1988 (23)       | 189         | FC Midtjylland                | O       |
| 7  | Maria Fisker                  | 03.10.1990 (21)       | 170         | Viborg HK                     | S       |
| 10 | Christina Krogshede           | 04.11.1981 (30)       | 172         | Frederiksberg Idræts-Forening | R       |
| 11 | Kristina Bille Hansen         | 03.04.1986 (25)       | 168         | RK Krim                       | S       |
| 12 | Karin Mortensen               | 26.09.1977 (34)       | 182         | Frederiksberg Idræts-Forening | B       |
| 15 | Pernille Holst Larsen         | 06.09.1984 (27)       | 184         | Viborg HK                     | R       |
| 16 | Christina Pedersen            | 15.12.1982 (28)       | 182         | Viborg HK                     | B       |
| 18 | Louise Burgaard               | 17.10.1992 (19)       | 198         | Team Tvis Holstebro           | R       |
| 19 | Line Jørgensen                | 31.12.1989 (21)       | 186         | FC Midtjylland                | R       |
| 21 | Kristina Kristiansen          | 13.07.1989 (21)       | 163         | Team Tvis Holstebro           | O       |
| 22 | Trine Troelsen                | 02.05.1985 (26)       | 172         | Team Tvis Holstebro           | R       |
| 23 | Ann Grete Osterballe-Nørgaard | 15.09.1983 (27)       | 163         | Team Tvis Holstebro           | S       |
| 26 | Louise Spellerberg            | 01.10.1982 (29)       | 178         | FC Midtjylland                | O       |
| 28 | Stine Jørgensen               | 03.09.1990 (21)       | 180         | Aalborg DH                    | R       |

## Francja
Trener: Olivier Krumboltz
| Nr | Imię i nazwisko       | Data urodzenia (wiek) | Wzrost (cm) | Klub                          | Pozycja |
| -- | --------------------- | --------------------- | ----------- | ----------------------------- | ------- |
| 2  | Amélie Goudjo         | 19.04.1980 (31)       | 173         | Issy-Paris HB                 | O       |
| 3  | Blandine Dancette     | 14.02.1988 (23)       | 169         | HBC Nîmes                     | S       |
| 4  | Nina Kamto Njitam     | 25.06.1983 (28)       | 177         | Metz HB                       | O       |
| 5  | Camille Ayglon        | 21.05.1985 (26)       | 180         | HBC Nîmes                     | R       |
| 6  | Angélique Spincer     | 25.06.1984 (27)       | 173         | Issy les Moulineaux           | R       |
| 7  | Allison Pineau        | 02.05.1989 (22)       | 180         | Metz HB                       | R       |
| 8  | Claudine Mendy        | 08.01.1990 (21)       | 182         | Metz HB                       | O       |
| 9  | Paule Baudouin        | 25.10.1984 (27)       | 172         | US Mios-Biganos Handball Club | R       |
| 12 | Amandine Leynaud      | 02.05.1986 (25)       | 178         | Metz HB                       | B       |
| 14 | Marie-Paule Gnabouyou | 04.03.1988 (23)       | 185         | Toulon Saint Cyr Var HB       | R       |
| 15 | Audrey Bruneau        | 21.09.1992 (19)       | 189         | Issy-Paris HB                 | R       |
| 16 | Cléopâtre Darleux     | 01.07.1989 (22)       | 176         | Arvor 29                      | B       |
| 17 | Siraba Dembélé        | 28.06.1986 (25)       | 172         | Toulon Saint Cyr Var HB       | S       |
| 18 | Audrey Deroin         | 30.07.1978 (33)       | 176         | Toulon Saint Cyr Var HB       | S       |
| 20 | Raphaëlle Tervel      | 21.04.1979 (32)       | 178         | Itxako Reyno de Navarra       | R       |
| 64 | Alexandra Lacrabère   | 27.04.1987 (24)       | 177         | Arvor 29                      | R       |

## Hiszpania
Trener: Jorge Dueñas
| Nr | Imię i nazwisko      | Data urodzenia (wiek) | Wzrost (cm) | Klub                    | Pozycja |
| -- | -------------------- | --------------------- | ----------- | ----------------------- | ------- |
| 1  | Cristina González    | 08.06.1983 (28)       | 179         | Cleba León              | B       |
| 3  | Andrea Barnó         | 01.04.1980 (31)       | 174         | Itxako Reyno de Navarra | R       |
| 4  | Carmen Martín        | 29.05.1988 (23)       | 169         | Itxako Reyno de Navarra | S       |
| 6  | Nely Carla Alberto   | 07.02.1983 (28)       | 179         | Le Havre AC             | R       |
| 8  | Verónica Cuadrado    | 08.03.1979 (32)       | 182         | Randers HK              | O       |
| 9  | Marta Mangué         | 23.04.1983 (28)       | 170         | RK Zaječar              | R       |
| 10 | Macarena Aguilar (K) | 08.06.1985 (26)       | 170         | Itxako Reyno de Navarra | R       |
| 12 | Silvia Navarro       | 20.03.1979 (32)       | 165         | Itxako Reyno de Navarra | B       |
| 13 | Jessica Alonso       | 20.09.1983 (28)       | 175         | Itxako Reyno de Navarra | S       |
| 14 | Elisabeth Chávez     | 17.11.1990 (21)       | 192         | BM Elda Prestigio       | O       |
| 17 | Elisabeth Pinedo     | 18.05.1981 (30)       | 174         | Akaba Bera Bera         | S       |
| 21 | Vanessa Amorós       | 07.12.1982 (28)       | 167         | CB Mar Alicante         | S       |
| 25 | Nerea Pena           | 13.12.1989 (21)       | 175         | Itxako Reyno de Navarra | R       |
| 29 | Patricia Pinedo      | 13.05.1981 (30)       | 172         | Itxako Reyno de Navarra | R       |
| 30 | Patricia Elorza      | 08.04.1984 (27)       | 180         | BM Castro               | R       |
| 39 | Mihaela Ciobanu      | 30.01.1973 (38)       | 176         | BM Alcobendas           | B       |

## Kuba
Trener: Lorenzo Maturell Verdecía
| Nr | Imię i nazwisko    | Data urodzenia (wiek) | Wzrost (cm) | Klub       | Pozycja |
| -- | ------------------ | --------------------- | ----------- | ---------- | ------- |
| 1  | Maldeniz Saldiña   | 15.05.1988 (23)       | 165         | Matanzas   | B       |
| 2  | Maricet Fernández  | 06.12.1989 (21)       | 168         | Habana     | S       |
| 3  | Aylin Martínez     | 12.04.1979 (32)       | 170         | Habana     | S       |
| 6  | Ariagins Cuesta    | 22.08.1987 (24)       | 176         | Matanzas   | O       |
| 7  | Suleikiy Gómez     | 21.07.1984 (27)       | 179         | Habana     | R       |
| 9  | Lisandra Lussón    | 20.09.1986 (25)       | 171         | Habana     | R       |
| 12 | Yesenia Aldama     | 25.05.1989 (22)       | 168         | GRM        | B       |
| 14 | Maidolis Poumier   | 02.02.1984 (27)       | 169         | Habana     | S       |
| 15 | Naddessa Valera    | 02.03.1987 (24)       | 176         | Matanzas   | R       |
| 16 | Eneyleidis Guevara | 04.08.1986 (25)       | 175         | Matanzas   | B       |
| 17 | Lizandra Espinosa  | 29.09.1986 (25)       | 165         | Habana     | S       |
| 18 | Yenma Ramírez      | 12.02.1984 (27)       | 178         | Guantanamo | R       |
| 19 | Milena Mesa        | 23.06.1993 (18)       | 169         | Holguin    | S       |

## Niemcy
Trener:  Heine Jensen
| Nr | Imię i nazwisko    | Data urodzenia (wiek) | Wzrost (cm) | Klub                      | Pozycja |
| -- | ------------------ | --------------------- | ----------- | ------------------------- | ------- |
| 1  | Sabine Englert     | 27.11.1981 (30)       | 185         | FC Midtjylland            | B       |
| 3  | Isabell Klein      | 28.06.1984 (27)       | 172         | Buxtehuder SV             | S       |
| 6  | Franziska Mietzner | 20.12.1988 (22)       | 192         | Frankfurter Handball Club | R       |
| 7  | Natalie Augsburg   | 15.11.1983 (28)       | 176         | Handball-Club Leipzig     | S       |
| 8  | Anne Müller        | 05.07.1983 (28)       | 177         | Handball-Club Leipzig     | O       |
| 10 | Anna Loerper       | 18.11.1984 (27)       | 164         | Team Tvis Holstebro       | R       |
| 12 | Katja Schülke      | 18.03.1984 (27)       | 178         | Handball-Club Leipzig     | B       |
| 13 | Nadine Krause (K)  | 25.03.1982 (29)       | 178         | TSV Bayer 04 Leverkusen   | R       |
| 15 | Sabrina Richter    | 10.05.1982 (29)       | 173         | HSG Blomberg-Lippe        | S       |
| 16 | Clara Woltering    | 02.03.1983 (28)       | 178         | Budućnost Podgorica       | B       |
| 17 | Katja Langkeit     | 22.11.1983 (28)       | 170         | Buxtehuder SV             | S       |
| 19 | Stefanie Melbeck   | 16.04.1977 (34)       | 174         | Buxtehuder SV             | R       |
| 20 | Anja Althaus       | 03.09.1982 (29)       | 177         | Viborg HK                 | O       |
| 21 | Nadja Nadgornaja   | 22.09.1988 (23)       | 184         | Thüringer HC              | R       |
| 31 | Kerstin Wohlbold   | 11.01.1984 (27)       | 170         | Thüringer HC              | R       |
| 33 | Luisa Schulze      | 14.09.1990 (21)       | 190         | Handball-Club Leipzig     | O       |

## Norwegia
Trener:  Þórir Hergeirsson
| Nr | Imię i nazwisko               | Data urodzenia (wiek) | Wzrost (cm) | Klub                  | Pozycja |
| -- | ----------------------------- | --------------------- | ----------- | --------------------- | ------- |
| 1  | Kari Aalvik Grimsbø           | 04.01.1985 (26)       | 181         | Team Esbjerg          | B       |
| 2  | Mari Molid                    | 08.08.1990 (21)       | 178         | Byåsen Håndball Elite | R       |
| 4  | Stine Oftedal                 | 25.09.1991 (20)       | 167         | Stabaek Håndbal       | R       |
| 5  | Ida Alstad                    | 13.06.1985 (26)       | 172         | Byåsen Håndball Elite | R       |
| 6  | Heidi Løke                    | 12.12.1983 (27)       | 173         | Győri ETO KC          | O       |
| 7  | Tonje Nøstvold                | 07.05.1985 (26)       | 178         | Byåsen Håndball Elite | R       |
| 8  | Karoline Dyhre Breivang       | 10.05.1980 (31)       | 172         | Larvik HK             | R       |
| 9  | Kristine Lunde-Borgersen      | 30.03.1980 (31)       | 183         | Våg Vipers            | R       |
| 11 | Kari Mette Johansen           | 11.01.1979 (32)       | 172         | Larvik HK             | S       |
| 13 | Marit Malm Frafjord           | 25.11.1985 (26)       | 182         | Viborg HK             | O       |
| 16 | Katrine Lunde Haraldsen       | 30.03.1980 (31)       | 181         | Győri ETO KC          | B       |
| 17 | Linn Jørum Sulland            | 15.07.1984 (27)       | 1778        | Larvik HK             | R       |
| 18 | Linn-Kristin Riegelhuth Koren | 01.08.1984 (27)       | 175         | Viborg HK             | S       |
| 21 | Gøril Snorroeggen             | 15.02.1985 (26)       | 177         | Team Esbjerg          | R       |
| 22 | Amanda Kurtović               | 25.07.1991 (20)       | 175         | Larvik HK             | S       |
| 23 | Camilla Herrem                | 08.10.1987 (24)       | 167         | Byåsen Håndball Elite | S       |

## Rosja
Trener: Jewgienij Triefiłow
| Nr | Imię i nazwisko         | Data urodzenia (wiek) | Wzrost (cm) | Klub                       | Pozycja |
| -- | ----------------------- | --------------------- | ----------- | -------------------------- | ------- |
| 2  | Polina Kuzniecowa       | 10.06.1987 (24)       | 170         | Zwiezda Zwienigorod        | S       |
| 5  | Ludmiła Postnowa        | 11.08.1984 (27)       | 183         | Zwiezda Zwienigorod        | R       |
| 7  | Ludmiła Bodnijewa       | 15.10.1978 (33)       | 180         | RK Krim                    | O       |
| 9  | Jana Uskowa             | 28.09.1985 (26)       | 168         | Zwiezda Zwienigorod        | S       |
| 10 | Jekaterina Dawidienko   | 07.03.1989 (22)       | 184         | Łada Togliatti             | R       |
| 11 | Olga Lewina             | 04.03.1985 (26)       | 175         | Dynamo Wołgograd (kobiety) | R       |
| 12 | Anna Sedojkina          | 01.08.1984 (27)       | 190         | Dynamo Wołgograd (kobiety) | B       |
| 15 | Natalia Szipilowa       | 31.12.1979 (31)       | 184         | Łada Togliatti             | O       |
| 16 | Marija Sidorowa         | 21.11.1979 (32)       | 178         | Łada Togliatti             | B       |
| 17 | Jekatierina Andriuszyna | 17.08.1985 (26)       | 185         | Metz HB                    | R       |
| 18 | Nadieżda Murawjowa      | 30.06.1980 (31)       | 186         | Łada Togliatti             | R       |
| 21 | Wiktorija Żylinskajte   | 06.03.1989 (22)       | 188         | Łada Togliatti             | R       |
| 24 | Irina Bliznowa          | 06.10.1986 (25)       | 183         | Łada Togliatti             | R       |
| 25 | Emilija Turej           | 06.10.1984 (27)       | 175         | NP GK Rostów nad Donem     | S       |
| 26 | Tatiana Chmyrowa        | 06.02.1990 (21)       | 178         | Dynamo Wołgograd (kobiety) | R       |
| 29 | Olga Czernoiwanienko    | 17.04.1989 (22)       | 175         | Łada Togliatti             | S       |

## Rumunia
Trener: Radu Voina
| Nr | Imię i nazwisko         | Data urodzenia (wiek) | Wzrost (cm) | Klub                                 | Pozycja |
| -- | ----------------------- | --------------------- | ----------- | ------------------------------------ | ------- |
| 2  | Ramona Farcău           | 14.07.1979 (32)       | 168         | C.S. Oltchim Râmnicu Vâlcea          | S       |
| 4  | Florina Chintoan        | 16.12.1985 (25)       | 176         | CS Universitatea Jolidon Cluj-Napoca | O       |
| 5  | Carmen Amariei          | 03.09.1978 (33)       | 178         | AS Club de Handbal Z-Terom Iasi      | R       |
| 7  | Adriana Nechita-Olteanu | 14.11.1983 (28)       | 167         | C.S. Oltchim Râmnicu Vâlcea          | S       |
| 9  | Aurelia Brădeanu        | 05.05.1979 (32)       | 179         | C.S. Oltchim Râmnicu Vâlcea          | R       |
| 11 | Oana Manea              | 18.04.1985 (26)       | 176         | C.S. Oltchim Râmnicu Vâlcea          | O       |
| 12 | Tereza Pislaru          | 28.04.1982 (29)       | 186         | RK Zaječar                           | B       |
| 13 | Cristina Vărzaru        | 05.12.1979 (31)       | 164         | Viborg HK                            | S       |
| 15 | Valentina Ardean-Elisei | 05.06.1982 (29)       | 171         | C.S. Oltchim Râmnicu Vâlcea          | S       |
| 17 | Oana Chirila-Şoit       | 03.05.1981 (30)       | 167         | C.S. Oltchim Râmnicu Vâlcea          | R       |
| 18 | Adina Fiera             | 11.08.1985 (26)       | 180         | C.S. Oltchim Râmnicu Vâlcea          | R       |
| 19 | Iulia Curea             | 08.04.1982 (29)       | 172         | C.S. Oltchim Râmnicu Vâlcea          | S       |
| 20 | Mihaela Tivadar         | 16.06.1982 (29)       | 178         | CS Universitatea Jolidon Cluj-Napoca | R       |
| 21 | Talida Tolnai           | 21.08.1979 (32)       | 187         | C.S. Oltchim Râmnicu Vâlcea          | B       |
| 23 | Elena Badeanu           | 08.11.1988 (23)       | 179         | HC Zalău                             | R       |
| 85 | Florina Cartas          | 09.05.1985 (26)       | 178         | CSM Cetate Devatrans Deva            | R       |

## Szwecja
Trener: Per Johansson
| Nr | Imię i nazwisko               | Data urodzenia (wiek) | Wzrost (cm) | Klub                    | Pozycja |
| -- | ----------------------------- | --------------------- | ----------- | ----------------------- | ------- |
| 2  | Ulrika Ågren                  | 13.07.1987 (24)       | 176         | Team Esbjerg            | O       |
| 3  | Kristina Flognman             | 29.06.1981 (30)       | 178         | Toulon Saint Cyr Var HB | O       |
| 4  | Matilda Boson                 | 04.12.1981 (30)       | 176         | Spårvägen HF            | S       |
| 5  | Hanna Fogelström              | 08.11.1990 (21)       | 174         | IK Sävehof              | S       |
| 6  | Therese Islas Helgesson       | 22.07.1983 (28)       | 169         | Toulon Saint Cyr Var HB | R       |
| 8  | Jamina Roberts                | 28.05.1990 (21)       | 175         | IK Sävehof              | R       |
| 10 | Annika Wiel Fredén            | 21.08.1978 (33)       | 176         | BK Heid                 | S       |
| 12 | Gabriella Kain                | 25.03.1981 (30)       | 179         | KIF Vejen               | B       |
| 15 | Johanna Ahlm                  | 03.10.1987 (24)       | 175         | Viborg HK               | R       |
| 16 | Cecilia Skagerstam Grubbström | 02.09.1986 (25)       | 178         | IK Sävehof              | B       |
| 17 | Linnea Torstenson             | 30.03.1983 (28)       | 186         | FC Midtjylland          | R       |
| 18 | Johanna Wiberg                | 06.09.1983 (28)       | 184         | Eslövs IK               | O       |
| 20 | Isabelle Gulldén              | 29.06.1989 (22)       | 179         | Viborg HK               | R       |
| 22 | Jessica Helleberg             | 20.02.1986 (25)       | 172         | Team Esbjerg            | S       |
| 29 | Jenny Alm                     | 10.04.1989 (22)       | 183         | IK Sävehof              | R       |
| 30 | Filippa Idéhn                 | 15.08.1990 (21)       | 184         | Spårvägens HF           | B       |
| 31 | Anna-Maria Johansson          | 15.02.1982 (29)       | 184         | Skövde HF               | R       |